# Tipula coeana
Tipula coeana är en tvåvingeart som beskrevs av Alexander 1966. Tipula coeana ingår i släktet Tipula och familjen storharkrankar. Inga underarter finns listade i Catalogue of Life.